# Slieve Donard
Slieve Donard é uma montanha de 850 metros de altitude no Condado de Down, Irlanda do Norte. Pertence aos Montes Mourne e é o monte mais alto da Irlanda do Norte, e o 19.ª mais alto da ilha. O Slieve Donard fica perto da cidade costeira de Newcastle na costa oriental do condado de Down, a apenas 3 km do mar da Irlanda.
O Muro de Mourne - construido no início do século XX - percorre as encostas ocidental e sul deste cume, incluindo uma pequena torre de pedra no topo. No cimo há restos de dois túmulos pré-históricos.